# Carcelia takanoi
Carcelia takanoi là một loài ruồi trong họ Tachinidae.